# Ноужись
Ноужись — пресноводное озеро на территории Амбарнского сельского поселения Лоухского района Республики Карелии.

## Общие сведения
Площадь озера — 1,4 км². Располагается на высоте 82,0 метров над уровнем моря.
Форма озера продолговатая: оно более чем на два километра вытянуто с северо-запада на юго-восток. Берега каменисто-песчаные, местами заболоченные.
С северо-западной стороны озера вытекает протока, впадающая в Нижнее Кумозеро, из которого берёт начало река Кузема, впадающая, в свою очередь, в Белое море.
Ближе к южному берегу озера расположены два небольших острова без названия.
Населённые пункты и автодороги вблизи водоёма отсутствуют.
Код объекта в государственном водном реестре — 02020000711102000003702.